# Хаапалайнен, Ээро

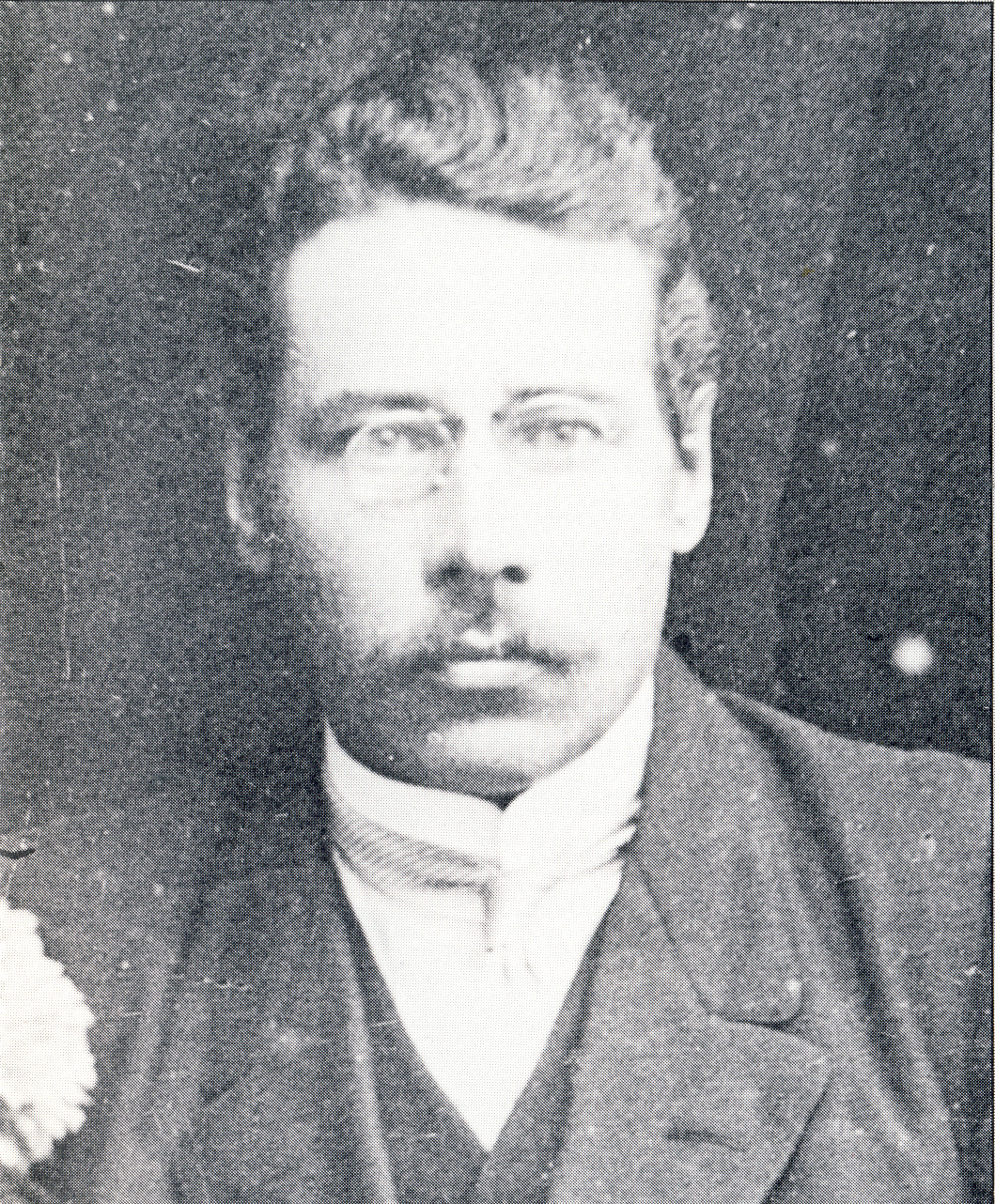

Э́эро Ээрович (Аронович) Ха́апалайнен (фин. Eero Haapalainen; 27 октября 1880, Куопио — 1938, Карельская АССР) — финский революционер, советский политический деятель, социал-демократ, один из лидеров Красной гвардии Финляндии.

## Биография
Родился в рабочей семье в городе Куопио. Окончил Высший коммерческий институт и 2 курса юридического факультета Гельсингфорского университета.
Участник революционного движения с 1900 года, член РСДРП с 1901 года, журналист и редактор рабочих газет. В 1903 года — член Социал-демократической партии Финляндии. В 1907—1911 годах — председатель объединения профсоюзов Финляндии. Неоднократно арестовывался и ссылался.
В период гражданской войны в Финляндии — главнокомандующий Красной гвардии Финляндии, комиссар внутренних дел в Совете народных уполномоченных Финляндии.
После поражения финской революции 1918 года эмигрировал в Советскую Россию. Работал преподавателем красногвардейской школы в Петрограде в 1919—1920 годах.
В 1920—1921 годах — руководитель лесного отдела в революционном совете Карельской трудовой коммуны, в 1921—1922 годах — руководитель информационного отдела в тресте «Кареллес».
В 1923—1929 годах — заведующий общим отделом в Ухтинском уездном исполкоме. Одновременно писал статьи в газеты, занимался переводами на финский язык политической литературы.
С 1931 года — заведующий исторической секцией Карельского научно-исследовательского института.
В 1935 году обвинён в «буржуазном национализме» и отстранён от работы в институте.
27 октября 1937 года арестован в Петрозаводске по обвинению в троцкизме. На допросах подвергался пыткам, но виновным себя не признал.
Расстрелян в Петрозаводске 24 мая 1938 года по приговору ВКВС СССР.
Реабилитирован 7 мая 1956 года.